# 小行星18142
小行星18142（18142 Adamsidman）是一颗绕太阳运转的小行星，为主小行星带小行星。该小行星于2000年7月31日发现。

## 轨道参数
小行星18142的轨道半长轴为2.2290171 UA，离心率为0.154。